# Andrea Andreen

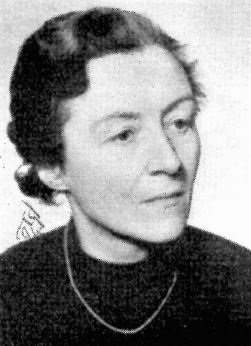
Andrea Andreen, 1939

Ellenor Andrea Andreen (* 11. Juni 1888 in Örby, Västra Götalands län; † 20. April 1972 in Stockholm) war eine schwedische Ärztin, Pazifistin und Frauenrechtlerin. Sie gilt sowohl als Pionierin der Diabetesforschung als auch als Vorreiterin der Sexualaufklärung in Schweden.

## Leben und Ausbildung
Andrea Andreen wurde als ältestes von acht Kindern des Fabrikdirektors Johan Walfrid Andreen und seiner Frau Selma Eleonore Wennerholm in Örby, einem Ortsteil des heutigen Kinna, geboren und wuchs im benachbarten Fritsla auf. Ihr jüngster Bruder war der Historiker Per G. Andreen. Andreens Eltern gehörten der konservativen Erweckungsbewegung des Schartauanismus an, ermöglichten jedoch ihren vier Töchtern eine für die damalige Zeit ungewöhnlich gute Ausbildung. Andreen hatte sich früh entschieden, Ärztin zu werden und strebte zunächst eine Tätigkeit als Missionsärztin an. Nachdem sie zunächst von einer Hauslehrerin unterrichtet wurde, zog sie 13-jährig nach Göteborg, um eine höhere Mädchenschule zu besuchen. 1905 legte sie das Studentexamen als Privatist ab, und zog nach Uppsala, um an der Universität Uppsala Medizin zu studieren. Während ihres Studiums traf sie den Chemiker und späteren Nobelpreisträger Theodor Svedberg, den sie im Sommer 1909 heiratete. Svedberg unterstützte ihr Medizinstudium nicht und überzeugte Andreen, ihr Medizinstudium zu unterbrechen und stattdessen Chemie zu studieren, und als Assistentin in seinem Labor zu arbeiten. 1910 wurde die Tochter Hillevi geboren, drei Jahre später der Sohn Elias. 1915 wurde die Ehe von Svedberg und Adreen geschieden, und Andreen zog mit ihren Kindern nach Stockholm, um ihr Medizinstudium am Karolinska-Institut weiterzuführen. Im Januar 1919 legte sie ihr Staatsexamen in Medizin ab.
Von 1937 bis 1942 war Andreen in zweiter Ehe mit dem Wirtschaftswissenschaftler Nils Wohlin verheiratet. Sie starb 1972 im Alter von 83 Jahren und ist auf dem Skogskyrkogården in Stockholm begraben.

## Medizinische Karriere
Ihre erste medizinische Anstellung erhielt Andreen im Sommer 1917, als sie eine Stelle als Assistenzärztin im ländlichen Distrikt Julita, Södermanland, annahm. Nach Abschluss ihres Studiums war sie im Sabbatsberg–Krankenhaus in Stockholm angestellt. Sie spezialisierte sich auf die Behandlung von Diabetespatienten und nutzte ihre Laborerfahrung, um 1923 ein Labor für Diabetesdiagnose und -analyse gründete. Nach einigen Jahren übernahm das Labor auch andere klinische Tests und wurde zum zentralen Krankenhauslabor in Stockholm. Andreen verblieb bis zu ihrer Pensionierung 1953 Leiterin des Labors, praktizierte nebenbei als Ärztin in der Stockholmer Diabetesklinik und behandelte private Patienten. Sie war die erste Ärztin, die die neue Diabetesbehandlung der Insulintherapie in Kombination mit spezieller Ernährung in Schweden einführte. Nach mehreren Studienaufenthalten in Harvard, wo sie unter anderem unter Elliott P. Joslin forschte, promovierte sie 1933 mit einer Abhandlung mit dem Titel On the distribution of sugar between plasma and corpuscles in animal and human blood.
Neben ihrer Forschung in der Diabetesbehandlung engagierte sich Andreen ab den 1920er Jahren für die Sexualaufklärung und Frauengesundheit. Ab 1921 unterrichtete sie Physiologie und Sexualhygiene an verschiedenen höheren Mädchenschulen sowie dem Lehrerinnenseminar in Stockholm. Als Sachkundige für das Frauenkomitee des schwedischen Sportverbandes untersuchte sie die Auswirkung von physischer Anstrengung auf den weiblichen Körper und kam zu dem Schluss, dass Sport keine schädlichen Folgen für Frauen hat.

## Gesellschaftliches Engagement

### In der Frauenbewegung
Schon seit ihrer Studienzeit war Andreen in der Studentenpolitik aktiv. In den Jahren 1913–1914 war sie Vizepräsidentin der Studentinnenorganisation in Uppsala. Hier knüpfte sie Verbindungen zu anderen Ärztinnen und Mitgliedern der Frauenrechtsbewegung. Zwei Jahre war sie Gründungsmitglied der Vereinigung weiblicher Ärzte (Kvinnliga läkares permanenta kommitté (KLPK)), zu der unter anderem auch Karolina Widerström, Ada Nilsson und Nanna Svartz gehörten und deren wichtigstes Anliegen es war, weiblichen Ärzten die Arbeit in öffentlichen Kliniken zu ermöglichen.
Während ihres Aufenthaltes in Julita knüpfte Andreen weitere Verbindungen mit bedeutenden Frauenrechtlerinnen ihrer Zeit. Im nahegelegenen Fogelstad traf sie Elisabeth Thamm und Elin Wägner, die prominente Mitglieder der sogenannten Fogelstadgruppe waren. Ab 1920 war Andreen Mitglied im Frisinnade kvinnors riksförbund (FKR) und verfasste regelmäßig Artikel für die vom Verband herausgegebene feministische Zeitschrift Tidevarvet. 1931 entstand der der Sozialdemokratie nahestehende Svenska Kvinnors Vänsterförbund (SKV) aus dem FKR.
Andreen wurde 1919 in die Sällskapet Nya Idun gewählt. Sie fungierte von 1935 bis 1940 als stellvertretende Vorsitzende und 1943/44 als Vorsitzende des Frauenkulturvereins.
Zwischen 1935 und 1938 war Andreen Mitglied der von ihrem späteren zweiten Ehemann Nils Wohlin geleiteten Bevölkerungskommission 1935, die im Auftrag der schwedischen Regierung die gesellschaftspolitische Entwicklung der kommenden Jahre untersuchen sollte. Ihr Beitrag konzentrierte sich hauptsächlich auf die Rechte arbeitender Frauen und Mütter, die Einführung warmer Schulmahlzeiten, sowie den Zugang zu den damals bekannten Verhütungsmitteln.

### Als Pazifistin
Die Aufrüstung nach dem Ersten Weltkrieg führte zu Besorgnissen und einem wachsenden Engagement für die Friedensbewegung im SKV. 1934 reiste Andreen erstmals in die Sowjetunion, wo sie für die Zeitschrift des sozialdemokratischen Frauenverbandes, Morgonbris, berichtete. Als Repräsentantin des SKV nahm sie 1945 am Gründungskongress der Internationalen Demokratischen Frauenföderation in Paris teil und war ab 1948 stellvertretende Vorsitzende, sowie gegen Ende ihres Lebens Ehrenmitglied. 1946 wurde sie zur Generalsekretärin des SKV gewählt und behielt diesen Posten bis 1964. Gleichzeitig war sie damit Herausgeberin der Verbandszeitschrift Vi kvinnor (wir Frauen), später in Vi mänskor (wir Menschen) umbenannt. Diese Rolle hatte sie bis zu ihrem Tod inne. 1950 war sie eine der Unterstützer des Stockholmer Appells zur Ächtung von Atomwaffen.
Im Sommer 1952 wurde sie als Mitglied einer sechsköpfigen Gruppe internationaler Experten vom Weltfriedensrat beauftragt, zu untersuchen, ob die USA im Koreakrieg biologische Waffen eingesetzt hatten. Die Befunde der Kommission übersetzte sie ins Schwedische und veröffentlichte sie mit einem eigenen Vorwort 1952. Diese Arbeit brachte ihr den Verdacht ein, Kommunistin zu sein und führte dazu, dass sie bis zu ihrem Tod von der Säpo, der schwedischen Sicherheitspolizei überwacht wurde. 1953 wurde ihr für ihre Arbeit in der Kommission der Internationale Stalin-Friedenspreis verliehen, was den Verdacht weiter verstärkte. Trotzdem setzte Andreen ihr Engagement für den Frieden fort und versuchte sich von einer Parteizuordnung fernzuhalten.

## Publikationen (Auswahl)
- Undervisning i sexualhygien, mit Ada Nilsson, Stockholm, 1935
- Bakteriekrig i Korea och Kina: rapport från den internationella ventenskapliga kommissionen för undersökning av fakta rörande bakterikrig i Korea och Kina, Stockholm, 1952
- Svenska kvinnors vänsterförbund: en femtioårsberättelse., Stockholm, 1954
- Total avrustning, en nödvändighet i atomåldern, Stockholm, 1960